# Loros de Colima
A Loros de la Universidad de Colima (nevének jelentése: a Colimai Egyetem papagájai) a mexikói Colima szövetségi állam fővárosának, Colima városának 2019 nyarától a másodosztályú bajnokságban szereplő labdarúgócsapata.

## Története
Az 1981. október 10-én alapított klub 2015 tavaszán a Potros de la UAEM legyőzésével megnyerte a harmadosztályú bajnokságot, és ezzel jogot szerzett volna a másodosztályba való feljutásra, azonban a mexikói szövetség szabályzatának 65. pontja kimondta, hogy a másodosztályú csapatoknak egy legalább 15 000 férőhelyes stadionnal kell rendelkeznie, ráadásul szükséges volt még az öltözők bővítése és világítás kialakítása is. A klub ezért halasztást kért, még egy évet szerepeltek a harmadosztályban, ezalatt a követelményeknek megfelelően átépítették a stadiont, így amikor 2016 tavaszán eldőlt, hogy a következő szezonban 18-ra nő a másodosztályban szereplő csapatok száma, a Loros is jogot szerzett az indulásra. A bentmaradás azonban nem sikerült, 2017-ben kiestek a harmadosztályba. 2019 nyarától ismét másodosztályúak lettek.